# Ptychophallus lavallensis
Ptychophallus lavallensis is een krabbensoort uit de familie van de Pseudothelphusidae. De wetenschappelijke naam van de soort is voor het eerst geldig gepubliceerd in 1978 door Pretzmann.